# Rookwood
Rookwood är en historisk roman skriven av William Harrison Ainsworth och illustrerad av George Cruikshank. Den gavs ut av förläggaren Richard Bentley i tre volymer i april 1834. Även om Ainsworth hade publicerat verk tidigare räknas detta som hans första större roman. Det finns ingen klar huvudperson i Rookwood, men handlingen berör främst familjerna Rookwood och Bradley och hur de kämpar mot varandra för rätten att bli arvtagare efter att herrgårdsägaren Piers Rookwood avlidit. Stråtrövaren Dick Turpin spelar även en viss roll i romanen och omnämns främst under pseudonymet "Palmer".
Romanen använder sig starkt av gotiska element, vilket gör att den skiljer sig från den samtida rationalismen. Rookwood har jämförts med Horace Walpoles roman Borgen i Otranto från 1764 och mycket tack vare Ainsworths roman blev gotisk fiktion ännu en gång populärt i Storbritannien. Det som särskiljer Rookwood från andra samtida gotiska romaner är att Ainsworth använde sig av övernaturliga teman i kombination med att han fokuserade på externa krafter, såsom profetior och dess påverkan på rollfigurerna, istället för rena psykologiska implikationer.
Romanen blev väldigt populär och var Ainsworths genombrottsroman. Han blev känd över en natt och introducerades kort därefter för Marguerite Gardiner, grevinna av Blessington och hennes vänner inom Londonsocieteten. Rookwood har främst mottagit positiv kritik men kom snart att hamna i Charles Dickens skugga, efter att han hade börjat publicera sina romaner några år senare. Mycket tack vare denna roman blev Turpin en accepterad litterär rollfigur under resten av 1800-talet.

## Bakgrund och publicering
| William Harrison Ainsworth (vänster) skrev romanen och George Cruikshank (höger) illustrerade den. |  | William Harrison Ainsworth (vänster) skrev romanen och George Cruikshank (höger) illustrerade den. |
| William Harrison Ainsworth (vänster) skrev romanen och George Cruikshank (höger) illustrerade den. |  | |

I juli 1826 hade författaren William Harrison Ainsworth just publicerat romanen Sir John Chiverton med hjälp av förläggaren John Ebers. Detta verk sågs varken som en historisk roman eller en gotisk roman och fick till viss del utstå kritik för att ha varit snarlik verk av Walter Scott. Ainsworth själv ansåg att Sir John Chiverton inte var fullbordad och när han senare skrev sin självbiografi valde han att utelämna denna roman. Trots detta låg Sir John Chiverton till grund när Ainsworth påbörjade arbetet med sin första större roman, vilken gick under namnet Rookwood.
Det var under 1829 som Ainsworth började få idéer om att skriva en roman. Han längtade tillbaka till sina ungdomsår i Manchester och under sommaren detta år hade han börjat ge sig ut på resor. Ainsworth började även samla in historisk information och i ett brev till James Crossley, daterat i maj 1829, frågade han om fakta om bland annat romer. Under tiden som Ainsworth samlade in den historiska information han behövde för romanen bodde han i Kensal Lodge. När Ainsworth 1830 blev far till sin tredje dotter, Anne, började hans familj känna av att de hade det knapert rent ekonomiskt sett. Han började då skriva för Fraser's Magazine och det var under tiden han arbetade med denna tidskrift som han även började skriva på Rookwood. Under en vistelse i Chesterfield, Derbyshire hösten 1831 fick Ainsworth mycket av sin inspiration till Rookwood, särskilt till omgivningarna och byggnaderna. Förutom dessa omgivningar använde Ainsworth dessutom sig av Sir John Chiverton för att få inspiration till sin nya roman. Kort efter att Ainsworth hade påbörjat arbetet med Rookwood fick han lida för sin svärfars ekonomiska problem och på grund av detta tvingades han avbryta arbetet med romanen fram till 1833. Under hösten detta år lyckades han färdigställa stora delar av romanen när han arbetade i Sussex, i närheten av sin vän William Sergisons hem.
Rookwood publicerades först i tre volymer i april 1834 av förläggaren Richard Bentley och romanen innehöll illustrationer av George Cruikshank. Under de följande åren publicerades Rookwood flera gånger; en fjärde utgåva släpptes under 1836 och en femte utgåva under 1837. Dock försvann romanen från bokaffärer efter andra världskriget, på grund av brist på tryckpapper.

## Handling
"Jag försökte mig på en berättelse som skulle kunnat berättats av fru Radcliffe om en svunnen tid [...] där jag använde mig av en gammal engelsk stråtrövare istället för italienska adelsmän, slott och de ofta romantiserade brottslingarna."
Handlingen i Rookwood äger rum i England under 1737. Vid herrgården Rookwood Place finns det en legend som säger att om en gren bryts från ett särskilt uråldrigt träd kommer döden att följa kort därefter. Det dröjer inte länge förrän en gren av detta träd bryts och detta följs av att herrgårdens ägare, Piers Rookwood, avlider. Luke Bradley får reda på att Rookwood var hans far och att han nu är den rättmätiga arvtagaren till herrgården. Utöver detta framkommer det även att Rookwood mördade Bradleys mor; något Bradley får reda på när han står bredvid sin mors kista, som precis då faller i marken och öppnar sig. Det visar sig att Bradleys mor hade på sig sin vigselring, vilket är bevis för att Bradley inte var ett oäkta barn. Det framkommer dock att det var Bradleys morfar, Peter Bradley, som hade iscensatt hela incidenten och under tiden detta äger rum smider Piers Rookwoods fru, Maud Rookwood, sina egna ränker för att säkerställa att hennes son, Ranulph Rookwood, blir arvtagare istället för Luke Bradley.

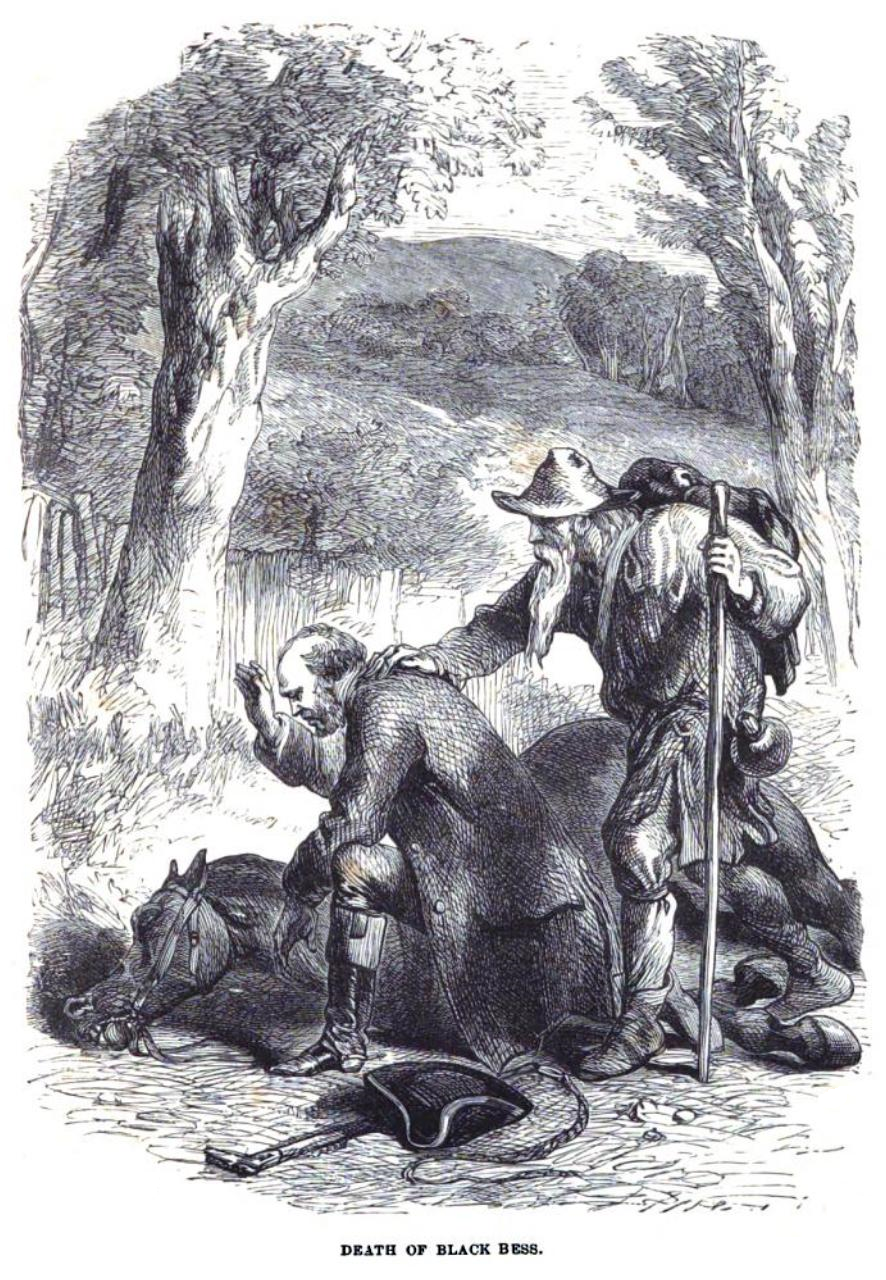
Black Bess avlider, en trägravyr av John Gilbert ur 1878-års utgåva av Rookwood.

Luke Bradley blir förälskad i Eleanor Mowbray men hon har bara ögon för sin kusin, Ranulph Rookwood. Efter påtryckningar från sin morfar överger Bradley sin andra kärlek, en rom vid namn Sybil Lovel, för att försöka tvinga Mowbray att gifta sig med honom. Under tiden som detta äger rum introduceras stråtrövaren Dick Turpin under pseudonymet "Palmer". Under sin vistelse i herrgården slår "Palmer" vad med en av gästerna om att han kan tillfångata Turpin (det vill säga, sig själv), men kort därefter tvingas han fly herrgården på sin häst Black Bess. Hästen, som vanligtvis är snabbare än alla andra hästar, kollapsar och avlider av stressen från deras flykt. Turpin återvänder och försöker hjälpa Bradley att få Mowbray att gifta sig med honom, men det visar sig att Mowbray har tillfångatagits av romerna och Bradley luras att gifta sig med Lovel istället. Kort därefter begår Lovel självmord och som hämnd för detta dåd förgiftar hennes familj en lock av hennes hår som de ger till Bradley, vilket resulterar i hans död.
Efter att hans barnbarn har avlidit bestämmer sig Peter Bradley för avslöja sin riktiga identitet; han är egentligen bror till Reginald Rookwood (Piers Rookwoods far) och hans riktiga namn är Alan Rookwood. Han konfronterar Maud Rookwood och det utbryter ett slagsmål i familjen Rookwoods gravkammare. Under slagsmålet lyckas de aktivera något sorts maskineri som gör att gravkammaren stängs igen och de båda blir instängda för alltid. Handlingen slutar med att två av de överlevande, Ranulph Rookwood och Eleanor Mowbray, bestämmer sig för att gifta sig.

## Teman
Ainsworth använder sig av flera olika genrer i Rookwood. Romanen har samma gotiska ton som Horace Walpoles roman Borgen i Otranto från 1764 och mycket tack vare Ainsworths roman blev gotisk fiktion ännu en gång populärt i Storbritannien. Dock använde han sig inte av många av de klichéer som fanns inom genren och han valde även att flytta handlingen från medeltidens Europa till det samtida England. Ainsworth slog samman de gotiska elementen med användandet av historiska personer, såsom Turpin. Då stråtrövare förekommer i romanen har den jämförts med Johann Christoph Pepuschs och John Gays balladopera Tiggarens opera, Henry Fieldings roman The Life and Death of Jonathan Wild, the Great, Friedrich Schillers teaterpjäs Rövarbandet samt Edward Bulwer-Lyttons romaner Paul Clifford och Eugene Aram: En berättelse. Rookwood ingår (tillsammans med bland annat Bulwer-Lyttons romaner) i en genre kallad Newgateromaner, vilken innehåller verk som publicerades under den tidigare hälften av 1800-talet och som berör kända brottslingars levnadsöden. Eftersom Ainsworths roman även innehåller övernaturliga teman jämförs den med verk av Walpole och Matthew Lewis.
Rollfigurerna i Rookwood är skadeglada, det vill säga att de glädjer sig åt när det går dåligt för andra människor. De är makthungriga, lustfyllda, giriga och hämndbenägna, vilket sammankopplar dem med rollfiguren Manfred i Walpoles roman Borgen i Otranto. Rollfiguren Luke Bradley framställs först i bra dager men det framkommer senare att han är korrumperad, oförutsägbar och maktgalen. Rollfiguren Ranulph Rookwood däremot är Bradleys motsats, vilket gör att han också är mindre dynamisk. Detta, tillsammans med Ainsworths användande av övernaturliga element ur den gotiska fiktionen, gör att Rookwood skiljer sig från verk skrivna av bland andra Walter Scott. Scott var mer intresserad av att beskriva de psykologiska implikationerna medan Ainsworth fokuserade mer på externa krafter, såsom profetior och dess påverkan på rollfigurerna.
Det finns ingen klar huvudperson i romanen utan flera av rollfigurerna är där bara för att föra handlingen framåt. En av dessa är Turpin, som beskrivs på ett sådant sätt att han framstår som en mycket mer livlig och färgstark person än flera av de andra rollfigurerna. Stycket där Turpin flyr på sin häst Black Bess tillför inte direkt något till de gotiska elementen i romanen, men sättet det beskrivs på gör att stycket ändå sticker ut och det lockade fler läsare än resten av handlingen i Rookwood. Turpin, fast han är en brottsling, framstår som en sympatisk rollfigur och i och med romanen uppkom ett nytt intresse att läsa om hans liv. I romanen förekommer flera sånger som romantiserar brottslingarnas liv och några av dessa sånger sjungs av romerna, andra var lovsånger och somliga fanns där bara för att säkerställa de gotiska elementen i romanen.

## Verklighetsanknytning
Namnet Rookwood kan spåras tillbaka till Ambrose Rookwood, en av konspiratörerna som deltog i den misslyckade krutkonspirationen 1605; krutkonspirationen skulle senare ligga till grund för Ainsworths historiska roman Guy Fawkes eller krutsammansvärjningen.

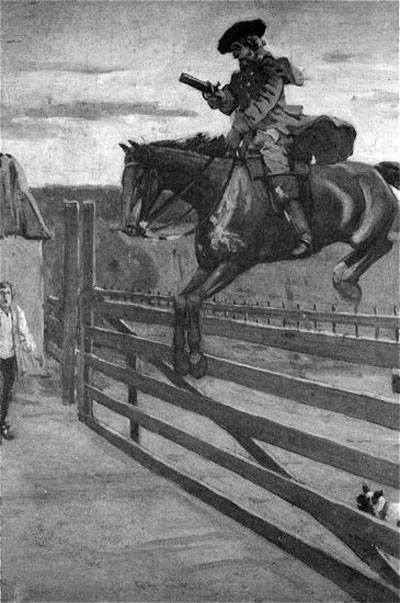
Dick Turpin på sin häst Black Bess.

Dick Turpin, vars riktiga namn var Richard Turpin, var en legendarisk stråtrövare som ibland använde sig av pseudonymet "John Palmer". Turpin var från början en slaktare, men tidigt under 1730-talet gick han med i ett gäng och blev tjuvjägare, inbrottstjuv, hästtjuv och mördare. Han arresterades och i rättegången mot honom den 22 mars 1739, gällande två stulna hästar, blev det en fällande dödsdom. Turpin avrättades den 7 april 1739 i Knavesmire, North Yorkshire genom hängning.

## Mottagande
Rookwood var Ainsworths genombrottsroman. Den blev en stor succé, både kritiskt och ekonomiskt, och hans medarbetare på Fraser's Magazine var nöjda med romanens framgångar. Ainsworth började nu klä sig som en dandy och introducerades för Marguerite Gardiner, grevinna av Blessington och hennes vänner inom Londonsocieteten. Under denna tid blev Ainsworth även vän med Charles Dickens, åt vem han kom att bli en tidig mentor. Han skrev i ett brev till Crossley, daterat den 6 maj 1834, att boken hade blivit hyllad av sir James Scarlett, lord Durham och Bulwer-Lytton samt att romanen hade gjort honom känd över en natt.
Tidskriften The Quarterly Review skrev att Rookwood alltid höll ens intresse på topp och att de förväntade sig mycket gott från Ainsworth i framtiden. I en recension i The Spectator stod det att romanen var välskriven och hade en underbar variation. The Atlas skrev att det var länge sedan en roman av denna sort hade producerats och att Ainsworth verkade uppvisa kunskaper på en hög nivå.
Författaren Leo Mason hävdade att tre av Ainsworths romaner (Rookwood, Jack Sheppard och Crichton) var historiska romaner och att de absolut skulle klassificeras som sådana. När författaren Keith Hollingsworth analyserade Newgateromanerna hävdade han att Rookwood var mer eller mindre ett plagiat och att det inte fanns ett uns av originalitet av de gotiska elementen i berättelsen. Författaren George Worth gick emot Hollingsworths analys och ansåg istället att Ainsworths roman var ett typexempel på hur de gotiska elementen skulle användas. Författaren David Punter hävdade att Rookwood och Jack Sheppard enbart fungerade som en sorts länk mellan William Godwin, Bulwer-Lytton, George W.M. Reynolds och Dickens och att de därmed skapar en koppling mellan det proletära och det samtida. Författaren Stephen Carver skrev att Rookwood var en av de mest framgångsrika romanerna under 1800-talet men att den snart hamnade i Dickens skugga, efter att han hade börjat publicera sina romaner några år senare. Carver ansåg att romanen rent stilistiskt sett var en underbar blandning av gotik, Newgatestil och historia, fylld med antihjältar, sånger och makabra illustrationer gjorda av Cruikshank.